# Omega Sagittarii
Omega Sagittarii (ω Sgr / 58 Sagittarii / HD 188376 / HR 7597) és un estel a la constel·lació del Sagitari de magnitud aparent +4,70. S'hi troba en l'extrem nord-oest del Terebellum, asterisme format per un quadrilàter d'estels. Situat a 78 anys llum de distància del sistema solar, és el més proper entre els quatre estels d'aquest asterisme.
Omega Sagittarii és un estel de tipus espectral G5 i 5.452 K de temperatura efectiva catalogada com a nana o subgegant. Els seus valors de lluminositat —7,4 vegades superior a la del Sol— i diàmetre —2,9 vegades més gran que el diàmetre solar— són excessius per a un estel de característiques similars al Sol, cosa per la qual la seva classificació com a G5IV d'acord a la base de dades SIMBAD sembla la més adequada. Tampoc hi ha acord quant a la seva edat, que segons la font consultada pot ser de 4.470 o 7.400 milions d'anys. La seva massa estimada és un 40% major que la massa solar i la seva metal·licitat —abundància relativa d'elements més pesats que l'heli— és només un 7% inferior a la del Sol.
Estudis realitzats amb el Telescopi espacial Spitzer no han detectat en Omega Sagittarii un excés en l'emissió de radiació infraroja a 24 i 70 μm, normalment associada a la presència d'un disc circumestel·lar de pols.